# Big Pine Key
Big Pine Key é uma Região censo-designada localizada no estado americano de Flórida, no Condado de Monroe.

## Demografia
Segundo o censo americano de 2000, a sua população era de 5032 habitantes.

## Geografia
De acordo com o United States Census Bureau tem uma área de 
25,8 km², dos quais 25,3 km² cobertos por terra e 0,5 km² cobertos por água. Big Pine Key localiza-se a aproximadamente 1 m acima do nível do mar.

## Localidades na vizinhança
O diagrama seguinte representa as localidades num raio de 40 km ao redor de Big Pine Key. 